# Premier League 1992-93
La temporada de la Premier League 1992-93 fue la primera de la competición en la historia, reemplazando a la Football League First Division que pasó a ser de segundo nivel. El torneo comenzó el 15 de agosto de 1992, y finalizó el 11 de mayo de 1993. En total participaron 22 equipos, 19 de los cuales continúan de la temporada 1991-92, y tres han ascendido de la Football League Second Division.

## Equipos participantes

### Ascensos y descensos
| Descendidos de First Division | Pos  |
| ----------------------------- | ---- |
| Luton Town                    | 20.º |
| Notts County                  | 21.º |
| West Ham United               | 22.º |

| Ascendidos de Football League Second Division | Pos |
| --------------------------------------------- | --- |
| Ipswich Town                                  | 1º  |
| Middlesbrough                                 | 2º  |
| Blackburn Rovers (promoción)                  | 6º  |

## Clasificación
| Pos. | Equipo                | Pts. | PJ | G  | E  | P  | GF | GC | Dif. | Clasificación 1993-94                          |
| ---- | --------------------- | ---- | -- | -- | -- | -- | -- | -- | ---- | ---------------------------------------------- |
| 1    | Manchester United (C) | 84   | 42 | 24 | 12 | 6  | 67 | 31 | +36  | Dieciseisavos de final de la Liga de Campeones |
| 2    | Aston Villa           | 74   | 42 | 21 | 11 | 10 | 57 | 40 | +17  | Treintaidosavos de final de la Copa de la UEFA |
| 3    | Norwich City          | 72   | 42 | 21 | 9  | 12 | 61 | 65 | −4   | Treintaidosavos de final de la Copa de la UEFA |
| 4    | Blackburn Rovers      | 71   | 42 | 20 | 11 | 11 | 68 | 46 | +22  |                                                |
| 5    | Queens Park Rangers   | 63   | 42 | 17 | 12 | 13 | 63 | 55 | +8   |                                                |
| 6    | Liverpool             | 59   | 42 | 16 | 11 | 15 | 62 | 55 | +7   |                                                |
| 7    | Sheffield Wednesday   | 59   | 42 | 15 | 14 | 13 | 55 | 51 | +4   |                                                |
| 8    | Tottenham Hotspur     | 59   | 42 | 16 | 11 | 15 | 60 | 66 | −6   |                                                |
| 9    | Manchester City       | 57   | 42 | 15 | 12 | 15 | 56 | 51 | +5   |                                                |
| 10   | Arsenal               | 56   | 42 | 15 | 11 | 16 | 40 | 38 | +2   | Dieciseisavos de final de la Recopa de Europa  |
| 11   | Chelsea               | 56   | 42 | 14 | 14 | 14 | 51 | 54 | −3   |                                                |
| 12   | Wimbledon             | 54   | 42 | 14 | 12 | 16 | 56 | 55 | +1   |                                                |
| 13   | Everton               | 53   | 42 | 15 | 8  | 19 | 53 | 55 | −2   |                                                |
| 14   | Sheffield United      | 52   | 42 | 14 | 10 | 18 | 54 | 53 | +1   |                                                |
| 15   | Coventry City         | 52   | 42 | 13 | 13 | 16 | 52 | 57 | −5   |                                                |
| 16   | Ipswich Town          | 52   | 42 | 12 | 16 | 14 | 50 | 55 | −5   |                                                |
| 17   | Leeds United          | 51   | 42 | 12 | 15 | 15 | 57 | 62 | −5   |                                                |
| 18   | Southampton           | 50   | 42 | 13 | 11 | 18 | 54 | 61 | −7   |                                                |
| 19   | Oldham Athletic       | 49   | 42 | 13 | 10 | 19 | 63 | 74 | −11  |                                                |
| 20   | Crystal Palace (D)    | 49   | 42 | 11 | 16 | 15 | 48 | 61 | −13  | Descenso de categoría                          |
| 21   | Middlesbrough (D)     | 44   | 42 | 11 | 11 | 20 | 54 | 75 | −21  | Descenso de categoría                          |
| 22   | Nottingham Forest (D) | 40   | 42 | 10 | 10 | 22 | 41 | 62 | −21  | Descenso de categoría                          |

 Fuente: [cita requerida]
Notas:
1. ↑  El Arsenal se clasificó a los dieciseisavos de final de la Recopa de Europa 1993-94 como campeón de la FA Cup 1992-93.

| Bandera de Inglaterra               |
| Campeón Manchester United 8º título |

## Estadísticas

### Máximos goleadores
| Jugador          | Equipo              | Golos | Partidos |
| ---------------- | ------------------- | ----- | -------- |
| Teddy Sheringham | Tottenham Hotspur   | 22    | 41       |
| Les Ferdinand    | Queens Park Rangers | 20    | 37       |
| Dean Holdsworth  | Wimbledon           | 20    | 38       |
| Micky Quinn      | Coventry City       | 17    | 38       |
| Alan Shearer     | Blackburn Rovers    | 16    | 21       |
| David White      | Manchester City     | 16    |          |
| Ian Wright       | Arsenal             | 15    | 31       |
| Éric Cantona     | Manchester United   | 15    | 35       |
| Brian Deane      | Sheffield United    | 15    |          |
| Matt Le Tissier  | Southampton         | 15    | 40       |
| Mark Hughes      | Manchester United   | 15    | 41       |

### Tripletes o más
| Fecha     | Jugador            | Goles           | Local               | Resultado | Visitante           |
| --------- | ------------------ | --------------- | ------------------- | --------- | ------------------- |
| 16/1/1993 | Brian Deane        |                 | Sheffield United    | 3 - 0     | Ipswich Town        |
| 20/2/1993 | Teddy Sheringham   |                 | Tottenham Hotspur   | 4 - 0     | Leeds United        |
| 10/4/1993 | Gordon Strachan    |                 | Leeds United        | 5 - 2     | Blackburn Rovers    |
| 10/4/1993 | Les Ferdinand      |                 | Queens Park Rangers | 4 - 3     | Nottingham Forest   |
| 12/4/1993 | Les Ferdinand      |                 | Everton             | 3 - 5     | Queens Park Rangers |
| 14/4/1993 | Chris Sutton       |                 | Norwich City        | 4 - 2     | Leeds United        |
| 17/4/1993 | Mark Walters       |                 | Liverpool           | 4 - 0     | Coventry City       |
| 8/5/1993  | Rod Wallace        |                 | Coventry City       | 3 - 3     | Leeds United        |
| 8/5/1993  | Matthew Le Tissier |                 | Oldham Athletic     | 4 - 3     | Southampton         |
| 25/8/1992 | Éric Cantona       | 18' · 23' · 76' | Leeds United        | 5 - 0     | Tottenham Hotspur   |